# Supercoppa d'Islanda 2023
La Meistarakeppni karla 2023 è la 51ª edizione di tale competizione. Si è disputata il 4 aprile 2023 a Reykjavík. La sfida ha visto contrapposte Breiðablik, campione d'Islanda, e Víkingur vincitore della coppa nazionale.
I campioni d'Islanda in carica si aggiudicano per la prima volta il trofeo vincendo per 3-2.

## Le squadre
| Squadre    | Qualificazione                   | Partecipazioni precedenti (il grassetto indica la vittoria) |
| ---------- | -------------------------------- | ----------------------------------------------------------- |
| Breiðablik | campione d'Islanda               | 3 (2010, 2011, 2022)                                        |
| Víkingur   | Vincitore della Bikar karla 2022 | 6 (1972, 1982, 1983, 1992, 2020, 2022)                      |

## Tabellino
| Arbitro: | Eiríksson |

|                                                |           |                          |
| Eyjólfsson 14’ Johannesen 36’ Gunnlaugsson 81’ | Marcatori | 77’ (rig.), 90+3’ Hansen |